# Крупка бутанская
Крупка бутанская (лат. Draba bhutanica) — многолетнее травянистое растение рода Крупка (Draba) семейства капустных (Brassicaceae).
Растёт на горных пастбищах, открытых склонах гор Китая и Бутана на высоте 3900—4400 метров.

## Описание
Растение достигает 3—8 см в высоту. 
Стебли прямостоячие, простые. 